# Achaenops
Achaenops is een geslacht van kevers uit de familie bladkevers (Chrysomelidae).
De wetenschappelijke naam van het geslacht werd in 1857 gepubliceerd door Suffrian.

## Soorten
- Achaenops dorsalis Suffrian, 1857
- Achaenops gilvipes (Suffrian, 1857)
- Achaenops monstrosus Schoeller, 2006
- Achaenops obscurellis (Suffrian, 1857)
- Achaenops punctatellus Schoeller, 2006
- Achaenops ruficornis (Suffrian, 1857)
- Achaenops sericinus (Suffrian, 1857)